# Gap-Nord-Ouest (tổng)
Tổng Gap-Nord-Ouest là một tổng của Pháp nằm ở tỉnh Hautes-Alpes trong vùng Provence-Alpes-Côte d'Azur.

## Hành chính
| Giai đoạn | Ủy viên   | Đảng | Tư cách |
| --------- | --------- | ---- | ------- |
| 2008-2014 | Guy Blanc | DVG  |         |
| 2001-2008 | Guy Blanc | DVG  |         |

## Các đơn vị cấp dưới
Tổng Gap-Nord-Ouest gồm 1 xã có dân số 3 508 người (điều tra năm 1999, dân số không tính trùng)
| Xã  | Dân số   | Mã bưu chính | Mã insee |
| --- | -------- | ------------ | -------- |
| Gap | 3 508(1) | 05000        | 05061    |

(1) một phần của xã.

## Biến động dân số
| 1962                                                     | 1968 | 1975 | 1982 | 1990  | 1999  |
| -------------------------------------------------------- | ---- | ---- | ---- | ----- | ----- |
| -                                                        | -    | -    | -    | 3 425 | 3 508 |
| Nombre retenu à partir de 1962 : dân số không tính trùng |      |      |      |       |       |